# Ballan-Miré
Ballan-Miré è un comune francese di 8 364 abitanti situato nel dipartimento dell'Indre e Loira nella regione del Centro-Valle della Loira.

## Società

### Evoluzione demografica
Abitanti censiti